# Valeriu Streleț
Valeriu Streleț (n. 8 martie 1970, Țareuca, raionul Rezina) este un politician moldovean, care între 30 iulie și 30 octombrie 2015 a fost prim-ministru al Republicii Moldova.
Din 2009 până la 31 iulie 2015 a fost deputat în Parlamentul Republicii Moldova din partea Partidului Liberal Democrat din Moldova (PLDM), membru al comisiei parlamentare pentru politică externă și integrare europeană, vicepreședinte al PLDM și ex-președinte al fracțiunii PLDM în parlament.

## Biografie
Valeriu Streleț s-a născut pe 8 martie 1970, în satul Țareuca, raionul Rezina, Republica Moldova. A absolvit școala medie din satul natal în anul 1987, cu medalie de argint. Între 1987 și 1993 a studiat la Universitatea de Stat din Moldova. Între 2002 - 2005 a studiat la Academia de Studii Economice a Moldovei (ASEM), Facultatea de Economie Generală și Drept. În 2004 a absolvit Institutul European de Studii Politice.
Este căsătorit cu Aurelia Brăguță și are 4 copii: 2 fii și 2 fiice. Vorbește româna, rusa, franceza și engleza.

### Cariera profesională
În 1993-1994 Valeriu Streleț a fost profesor de politologie și istorie a culturii la Liceul Român-Francez “Gheorghe Asachi” din Chișinău. În 1994-1995 a fost șeful secției publicitate, Fondul de investiții pentru privatizare CAIS.
În perioada 1996-2003 a fost director al FPC “Bioagrochem” SRL, iar din 2003 până în august  2009 – director general al FPC BIOPROTECT SRL.
În perioada noiembrie 2006 - august 2009 a fost președinte și ulterior membru al Consiliului rețelei locale din Moldova a Pactului Global ONU al Responsabilității Sociale Corporative.

### Activitatea politică
În 1994 Valeriu Streleț a devenit președinte al Ligii Naționale a Tineretului din Moldova (fondată în 1991), funcție pe care a deținut-o până în 2001. La alegerile parlamentare din Republica Moldova din 1994, Liga Națională a Tineretului a participat ca parte componentă a Blocului Social–Democrat, care a obținut 3,66% din voturi și nu a depășit pragul electoral.
În februarie 2001 se formează blocul electoral „Plai Natal”, la care aderă și liga tineretului condusă de Streleț. La alegerile parlamentare din 2001, blocul obține 1,58% din voturi și nu a depășit pragul electoral.
În noiembrie 2001 Liga Națională a Tineretului din Moldova fuzionează cu Partidul Social-Liberal (PSL) condus de Oleg Serebrian. Valeriu Streleț devine subsecretar general al Partidului (noiembrie 2001 - noiembrie 2002), iar apoi vicepreședinte (decembrie 2002 - iunie 2007).
În octombrie 2007, Streleț devine membru fondator al Partidului Liberal Democrat din Moldova (PLDM). În decembrie 2007 este ales în funcția de vicepreședinte al PLDM, funcție deținută până în prezent.
La alegerile parlamentare din iulie 2009 Valeriu Streleț este ales în calitate de deputat în Parlamentul Republicii Moldova de legislatura a XVIII-a din partea PLDM, iar la alegerile parlamentare din 2010 este reales în funcția de deputat.
În 2011 a fost ales în calitate de președinte al fracțiunii PLDM în Parlamentul Republicii Moldova, post pe care l-a deținut până la sfârșitul mandatului respectiv în 2014, în noua legislatură fiind înlocuit de Vlad Filat.
La alegerile parlamentare din noiembrie 2014 Valeriu Streleț a candidat la funcția de deputat din partea PLDM, de pe poziția a 6-a în listă, obținând al treilea mandat consecutiv de deputat.
După demisia lui Chiril Gaburici din funcția de prim-ministru în iunie 2015, Natalia Gherman a asigurat interimatul aproximativ o lună de zile, timp în care se desfășurau negocierile pentru formarea Alianței pentru Integrare Europeană – 3. La 23 iulie (2015) Maia Sandu a fost desemnată drept candidat al PLDM la funcția de Prim-ministru al Republicii Moldova. Totuși, după ce într-un timp scurt ea a înaintat mai multe condiții pentru a accepta funcția (printre care numirea unui guvernator american la Banca Națională a Moldovei și un procuror general european), iar ca urmare, celelalte două componente ale alianței (PDM și PL) au lăsat să se înțeleagă că nu o vor susține, pe 27 iulie Partidul Liberal Democrat din Moldova l-a înaintat pe Valeriu Streleț în locul Maiei Sandu, și în aceeași zi, președintele Republicii Moldova Nicolae Timofti, după consultarea cu fracțiunile PLDM, PD și PL, a semnat decretul de desemnare oficială a candidaturii lui Valeriu Streleț pentru funcția de premier, urmând ca acesta, în termen de 15 zile să ceară votul de încredere al parlamentului asupra programului de activitate și a componenței nominale a cabinetului de miniștri.
În data de 30 iulie 2015 coaliția majoritară parlamentară a votat noul cabinet de miniștri condus de Valeriu Streleț, cu votul a 52 de deputați pentru și 41 de deputați împotrivă. La scurt timp, Valeriu Streleț împreună cu miniștrii au depus jurământul în fața peședintelui țării Nicolae Timofti. Conform prevederilor legale referitoare la compatibilitatea funcțiilor publice, a renunțat la funcția de deputat și la 31 iulie parlamentul a luat act de demisia sa.
Pe 29 octombrie 2015, guvernul în frunte cu Valeriu Streleț a fost demis printr-o moțiune de cenzură inițiată de PCRM și PSRM, și votată de 65 de deputați ai fracțiunilor de PDM, PCRM și PSRM. Fiind încă premier în exercițiu, a doua zi, pe 30 octombrie, conform procedurii el și-a prezentat demisia în fața șefului statului, Nicolae Timofti, care în scurt timp l-a desemnat drept premier interimar pe liberalul Gheorghe Brega.

## Distincții și decorații
Pe 24 iulie 2014 Valeriu Streleț a fost decorat cu „Ordinul Republicii” de către Președintele Republicii Moldova, Nicolae Timofti, „pentru contribuții decisive la desăvârșirea obiectivului major de politică externă al Republicii Moldova – asocierea politică și integrarea economică cu Uniunea Europeană”.